# Guerreiro águia

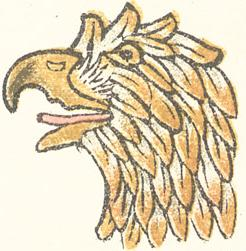
Imagem totem de um guerreiro águia.

Os guerreiros águia foram uma classe especial da infantaria militar asteca, que junto com os guerreiros jaguar compuseram primordialmente as elites de guerra do antigo Império Asteca. Os guerreiros águia foram os únicos dentro da sociedade guerreira asteca que não estavam restringidos por direitos de nobreza.